# Elastische deformatie

Boven: elastische deformatie, omkeerbare vervorming. Onder: plastische deformatie, permanente vervorming.

Een elastische deformatie of elastische vervorming is een verandering van vorm die omkeerbaar (reversibel) is. Alle vervormingen zijn het gevolg van krachten. Een elastische vervorming zal wanneer die krachten wegvallen weer ongedaan gemaakt worden. 
Een elastische vervorming staat in tegenstelling tot een plastische vervorming, een vervorming die blijft bestaan als de vervormende krachten wegvallen. 
Elastische vervormingen gehoorzamen aan de wet van Hooke.